# Sistema lagrangiano
En matemáticas, un sistema lagrangiano es un par (Y, L), que consiste en un fibrado suave Y → X y una densidad lagrangiana L, lo que hace que el operador diferencial de Euler-Lagrange actúe en secciones de Y → X.
En mecánica clásica, muchos sistemas dinámicos son sistemas lagrangianos. El espacio de configuración de dicho sistema lagrangiano es un haz de fibras Q → ℝ en el eje de tiempo sobre ℝ. En particular, Q = ℝ × M si un marco de referencia es fijo. En teoría clásica de campos, todos los sistemas de campo lo son de Lagrange.

## Lagrangianos y operadores de Euler-Lagrange
Una densidad lagrangiana L (o, simplemente, un lagrangiano) de orden r se define como una n-forma, n = dim X, de variedades de jets orden r JrY sobre Y.
Un lagrangiano L puede ser introducido como un elemento del bicomplejo variacional del álgebra graduada diferencial O∗∞(Y) de formas exteriores en la variedad de jets de Y → X. El operador cohomólogo de este bicomplejo contiene el operador variacional δ que, actuando en L, define el operador asociado de Euler-Lagrange δL.

### En coordenadas
Dado el haz coordenado xλ, yi en un haz de fibras Y y las coordenadas adaptadas xλ, yi, yiΛ, (Λ = (λ1, ...,λk), |Λ| = k ≤ r) en las variedades de jets JrY, un lagrangiano L y su operador de Euler-Lagrange se expresan como
{\displaystyle L={\mathcal {L}}(x^{\lambda },y^{i},y_{\Lambda }^{i})\,d^{n}x,}
{\displaystyle \delta L=\delta _{i}{\mathcal {L}}\,dy^{i}\wedge d^{n}x,\qquad \delta _{i}{\mathcal {L}}=\partial _{i}{\mathcal {L}}+\sum _{|\Lambda |}(-1)^{|\Lambda |}\,d_{\Lambda }\,\partial _{i}^{\Lambda }{\mathcal {L}},}
donde
{\displaystyle d_{\Lambda }=d_{\lambda _{1}}\cdots d_{\lambda _{k}},\qquad d_{\lambda }=\partial _{\lambda }+y_{\lambda }^{i}\partial _{i}+\cdots ,}
denotan las derivadas totales.
Por ejemplo, un lagrangiano de primer orden y su operador de Euler-Lagrange de segundo orden toman la forma
{\displaystyle L={\mathcal {L}}(x^{\lambda },y^{i},y_{\lambda }^{i})\,d^{n}x,\qquad \delta _{i}L=\partial _{i}{\mathcal {L}}-d_{\lambda }\partial _{i}^{\lambda }{\mathcal {L}}.}

### Ecuaciones de Euler-Lagrange
El núcleo de un operador de Euler-Lagrange proporciona las ecuaciones de Euler-Lagranges δL = 0.

## Cohomología y los teoremas de Noether
Una cohomología del bicomplejo variacional conduce a la llamada fórmula variacional
{\displaystyle dL=\delta L+d_{H}\Theta _{L},}
donde
{\displaystyle d_{H}\Theta _{L}=dx^{\lambda }\wedge d_{\lambda }\phi ,\qquad \phi \in O_{\infty }^{*}(Y)}
es el diferencial total y θL es un equivalente de Lepage de L. El teorema de Noether y el segundo teorema de Noether son corolarios de esta fórmula variacional.

## Variedades clasificadas
Extendido a variedades clasificadas, el bicomplejo variacional proporciona una descripción de los sistemas lagrangianos clasificados de variables pares e impares.

## Formulaciones alternativas
De manera diferente, los operadores lagrangianos, los de Euler-Lagrange y las ecuaciones de Euler-Lagrange se introducen en el marco del cálculo de variaciones.

## Mecánica clásica
En la mecánica clásica, las ecuaciones de movimiento son ecuaciones diferenciales de primer y segundo orden en una variedad M o varios haces de fibras Q sobre ℝ. Una solución de las ecuaciones de movimiento se llama movimiento.